# Claudio Uberti
Pour les articles homonymes, voir Uberti.
Claudio Uberti, né le 9 août 1975 à Chiari (Lombardie), est un réalisateur, scénariste italien,.

## Filmographie

### Longs métrages
- 2014 : La Course de toutes les passions (Rosso Mille Miglia)
- 2016 : Oltremare, la madre dei poveri
- 2017 : Il viaggio di Adelina
- 2022 : Bocche inutili